# Carlota Baró
Carlota Baró Riau (Barcelona, 12 de marzo de 1989) es una actriz española.

## Biografía
Estudió danza clásica durante quince años en diferentes escuelas de Barcelona, donde nació (Escuelas Ramón Soler, Company and Company, Mar Estudio, y con José Manuel Rodríguez y Esmeralda Maycas) y se formó como actriz con Esteve Rovira y en la escuela de Nancy Tuñón y Jordi Oliver.
En 2006 trabajó en el spot Talla amb els mals rotllos (Corta con los malos rollos), dirigido por Isabel Coixet para una campaña de la Generalidad de Cataluña.
En 2008-2009 trabajó en el teatro en obras como Romeo y Julieta, Viejos tiempos y La importancia de llamarse Ernesto.
A mediados de 2011, mientras compaginaba el teatro con sus estudios de Historia del Arte, le llegó la oportunidad de debutar en televisión con el papel de Mariana Castañeda en El secreto de Puente Viejo, uno de los principales personajes de la serie, permaneciendo cinco años y participando en 1340 episodios.
En 2015 protagonizó en teatro Los vencejos no sonríen, escrita y dirigida por Carlos Silveira, junto al actor Francisco Ortiz.
En 2017 impartió un curso de danza para actores en el Centro de Investigación Teatral La Manada.[cita requerida]
Entre 2018 y 2020 interpreta a Lucía García-Saavedra en la comedia Fin de engaño, dirigida por Darío Frías y escrita por Luis Sánchez-Polack.
Tras el lanzamiento de la tercera temporada de Las chicas del cable se da a conocer su fichaje por la serie.
Entre 2021 y 2022 interpretó el papel de Coral / Leo en la 10.ª temporada de Amar es para siempre.

## Televisión
| Año             | Título                     | Personaje                 | Cadena      | Episodios       |
| --------------- | -------------------------- | ------------------------- | ----------- | --------------- |
| 2011-2016       | El secreto de Puente Viejo | Mariana Castañeda Pacheco | Antena 3    | 1.340 episodios |
| 2018            | Las chicas del cable       | Miriam Expósito           | Netflix     | 8 episodios     |
| 2021-2022       | Amar es para siempre       | Coral Lozano Mora         | Antena 3    | 255 episodios   |
| 2023 - presente | Memento Mori               | Carmen Montes             | Prime Video | 6 episodios     |
| 2024            | La Moderna                 | Celia Silva Gallardo      | La 1        | 89 episodios    |

## Teatro
- 2008: Romeo y Julieta.
- 2009: Viejos tiempos y La importancia de llamarse Ernesto.
- La importancia de llamarse Ernesto.
- 2015: Los vencejos no sonríen.
- 2018-2020: Fin de engaño.

## Cortos
- 2008: Caída (ESAC).

## Publicidad
- 2006: Talla amb els mals rotllos.